# Mia Schmid
Mia Ewa Schmid (* 29. April 2005 in Zollikon) ist eine Schweizer Fussballspielerin.

## Karriere

### Vereine
Schmid spielte zunächst für die U17- und anschliessend für die U19-Nachwuchsmannschaft des Grasshopper Club Zürich, bevor sie am 27. April 2022 (16. Spieltag) für die erste Mannschaft in der Women’s Super League das Punktspiel beim FC Basel bestritt. Ihr Seniorinnendebüt war bei der 0:7-Niederlage getrübt. Ihr zweites Punktspiel in der höchsten Spielklasse bestritt sie am 11. Februar 2023 (11. Spieltag) beim 3:1-Sieg im Heimspiel gegen den FC Yverdon. Nach der regulären Saison wurde sie auch im Viertelfinal der Playoffs beim 1:0-Sieg über den FC Basel eingesetzt.
Zur Saison 2023/24 wurde sie vom 1. FFC Turbine Potsdam verpflichtet. Für den Verein bestritt sie 21 Punktspiele in der 2. Bundesliga, in denen ihr zwei Tore gelangen. Ihr Debüt gab sie zum Saisonstart am 20. August 2023 bei der 0:1-Niederlage im Auswärtsspiel gegen den SV Meppen mit Einwechslung in der Nachspielzeit für Lina Vianden. Ihr erstes Tor erzielte sie am 8. Oktober 2023 (6. Spieltag) beim 2:0-Sieg im Heimspiel gegen Eintracht Frankfurt II mit dem Treffer zur 1:0-Führung in der 31. Minute per Kopf. Am Saisonende schloss sie mit ihrer Mannschaft die Spielklasse als Meister ab, verbunden mit dem Aufstieg in die Bundesliga. In dieser Spielklasse debütierte sie zum Saisonstart am 30. August 2024 bei der 0:2-Niederlage im Heimspiel gegen den FC Bayern München.

## Erfolge
- Zweitligameister 2024 und Aufstieg in die Bundesliga